# Sympistis trimacula
Sympistis trimacula là một loài bướm đêm trong họ Noctuidae.